# Тасмурин
Тасмури́н (каз. Тасмұрын) — село у складі Мангистауського району Мангистауської області Казахстану. Входить до складу Шайирського сільського округу.
Населення — 23 особи (2021; 41 у 2009, 351 у 1999, 304 у 1989).